# مقاطعة بيسكاتاكيس (مين)
مقاطعة بيسكاتاكيس هي مقاطعة في مين، بلغ عدد سكانها 17٬535  نسمة، في 2010، عاصمتها Dover-Foxcroft, Maine ‏، تبلغ مساحتها 11٬337 كيلومتر مربع.

## الموقع
تشترك في الحدود مع:
- مقاطعة أروستوك
- مقاطعة سومرست (مين)
- مقاطعة بينوبسكوت.

## التقسيمات الإدارية
- Abbot, Maine [الإنجليزية]‏
- Atkinson, Maine [الإنجليزية]‏
- Beaver Cove, Maine [الإنجليزية]‏
- Blanchard, Maine [الإنجليزية]‏
- Bowerbank, Maine [الإنجليزية]‏
- Brownville, Maine [الإنجليزية]‏
- Dover-Foxcroft, Maine [الإنجليزية]‏
- غرينفيل
- غويلفورد
- Kingsbury Plantation, Maine [الإنجليزية]‏
- Lake View Plantation, Maine [الإنجليزية]‏
- ميدفورد
- ميلو
- مونسون
- Northeast Piscataquis, Maine [الإنجليزية]‏
- Northwest Piscataquis, Maine [الإنجليزية]‏
- باركمان
- Sangerville, Maine [الإنجليزية]‏
- Sebec, Maine [الإنجليزية]‏
- Shirley, Maine [الإنجليزية]‏
- Southeast Piscataquis, Maine [الإنجليزية]‏
- Wellington, Maine [الإنجليزية]‏
- Willimantic, Maine [الإنجليزية]‏.